# Glyphiulus cavernicolus
Glyphiulus cavernicolus är en mångfotingart som beskrevs av Filippo Silvestri 1923. Glyphiulus cavernicolus ingår i släktet Glyphiulus och familjen Glyphiulidae. Inga underarter finns listade i Catalogue of Life.